# حادثة منى 1994
حادثة تدافع منى عام 1994 هو حادث تدافع بمنى خلال رمي الجمرات أثناء موسم الحج عام 1994. أسفر الحادث عن مقتل 270 حاجاً.